# Campylosiphon congestus
Campylosiphon congestus är en enhjärtbladig växtart som först beskrevs av Charles Henry Wright, och fick sitt nu gällande namn av Paulus Johannes Maria Maas. Campylosiphon congestus ingår i släktet Campylosiphon och familjen Burmanniaceae. Inga underarter finns listade i Catalogue of Life.